# Гимн Боснии и Герцеговины
Госуда́рственный гимн Бо́снии и Герцегови́ны (босн. Državna himna Bosne i Hercegovine) — национальный гимн Боснии и Герцеговины. Принят 25 июня 1999 года законом «О национальном гимне Боснии и Герцеговины», заменив предыдущий гимн «Jedna si jedina», который не приняли сербская и хорватская общины страны.
Автор музыки — композитор Душан Шестич. На протяжении 10 лет гимн исполняли без слов. В 2009 году правительством Боснии и Герцеговины был утверждён текст, написанный Душаном Шестичем в соавторстве с Беньямином Исовичем.
В качестве государственного гимна использовался ещё до окончательного утверждения — с 10 февраля 1998 года.

## Текст
| Боснийская кириллица | Боснийская латиница | Русский перевод |
| Ти си свјетлост душе Вјечне ватре плам Мајко наша земљо Босно Теби припадам Дивно плаво небо Херцеговине У срцу су твоје ријеке Твоје планине поносна и славна Крајина предака Живјећеш у срцу нашем Дов'јека Покољења твоја Казују једно Ми идемо у будућност Заједно! Ми идемо у будућност Заједно! | Ti si svjetlost duše Vječne vatre plam Majko naša zemljo Bosno Tebi pripadam Divno plavo nebo Hercegovine U srcu su tvoje rijeke Tvoje planine Ponosna i slavna Krajina predaka Živjećeš u srcu našem Dov’jeka Pokoljenja tvoja Kazuju jedno Mi idemo u budućnost Zajedno! Mi idemo u budućnost Zajedno! | Ты светлость души, Пламя вечного огня. Матушка наша, земля-Босния, Я принадлежу тебе. В моём сердце твои Реки, горы, И голубое море Боснии и Герцеговины. Гордая и славная Земля предков, Ты будешь жить в нашем сердце Навеки! Твои поколения Говорят одно: Мы идём в будущее Вместе! Мы идём в будущее Вместе! |